# مارتن جونسون (لاعب اتحاد الرغبي)
مارتن جونسون (بالإنجليزية: Martin Johnson)‏ (و. 1970  م) هو لاعب اتحاد الرغبي، من المملكة المتحدة، ولد في سوليهل، مركز لعبه هو ساد ‏.

## جوائز
حصل على جوائز منها:
- قائد وسام الامبراطورية البريطانية.

## وصلات خارجية
- مارتن جونسون على موقع IMDb (الإنجليزية)
- مارتن جونسون على موقع قاعدة بيانات الفيلم (الإنجليزية)